# Theo Eshetu
Theo Eshetu (* 1958 in London) ist ein britischer Dokumentarfilmer, Video- und Installationskünstler.

## Leben und Werk
Theo Eshetu wuchs in London und Äthiopien auf. 1981 erlangte er den Abschluss als Kommunikationsdesigner an der University of East London. Seit 1997 arbeitet er als Regisseur von Kulturdokumentationen für das Rai – Radiotelevisione Italiana und unterrichtet Videokunst an den Kunstakademien von Carrara und L’Aquila sowie an der Universität La Sapienza in Rom. 2012 war er Gaststipendiat des Berliner Künstlerprogramms des DAAD.
2011 stellte Theo Eshetu auf der Biennale di Venezia und 2016 auf der Dakar Biennale aus. 2017 war er Teilnehmer der Shanghai Biennale sowie der documenta 14 in Athen und Kassel.

## Filmografie (Auswahl)
- 1984–1986: Till Death Us Do Part
- 1986: Questa é Vita/That’s life
- 1988: Nativity
- 1990: La Madonna Di Theo Eshetu
- 1992: Travelling Light
- 1994: Mass Memory
- 1995: Horses
- 1997: Blood is not fresh water
- 1999: Una Parabola a Venezia
- 2000: Brave New World
- 2000: Ways To A Void
- 2002: africanized
- 2004: Body and Soul
- 2009: The Return of the Axum Obelisk
- 2010: Roma
- 2010: Veiled Woman on a Beachfront
- 2011: The Festival of Sacrifice